# Sonate K. 215
La sonate K. 215 (F.163/L.323) en mi majeur est une œuvre pour clavier du compositeur italien Domenico Scarlatti.

## Présentation
La sonate en mi majeur K. 215, notée Andante, forme une paire avec la sonate suivante. Chacune présente des développements d'une rare beauté au début de leur seconde section.
La progression en accords typiques, souvent appelée « cadence andalouse », se fait sur les degrés IV-III-II-I, est présente dans différentes danses du cante flamenco,. Longo a « corrigé » des accords en accaciature de la seconde section.

## Manuscrits
Le manuscrit principal est le numéro 10 du volume III de Venise (1754), copié pour Maria Barbara ; les autres sont Parme IV 25, Münster V 19 et Vienne G 37.

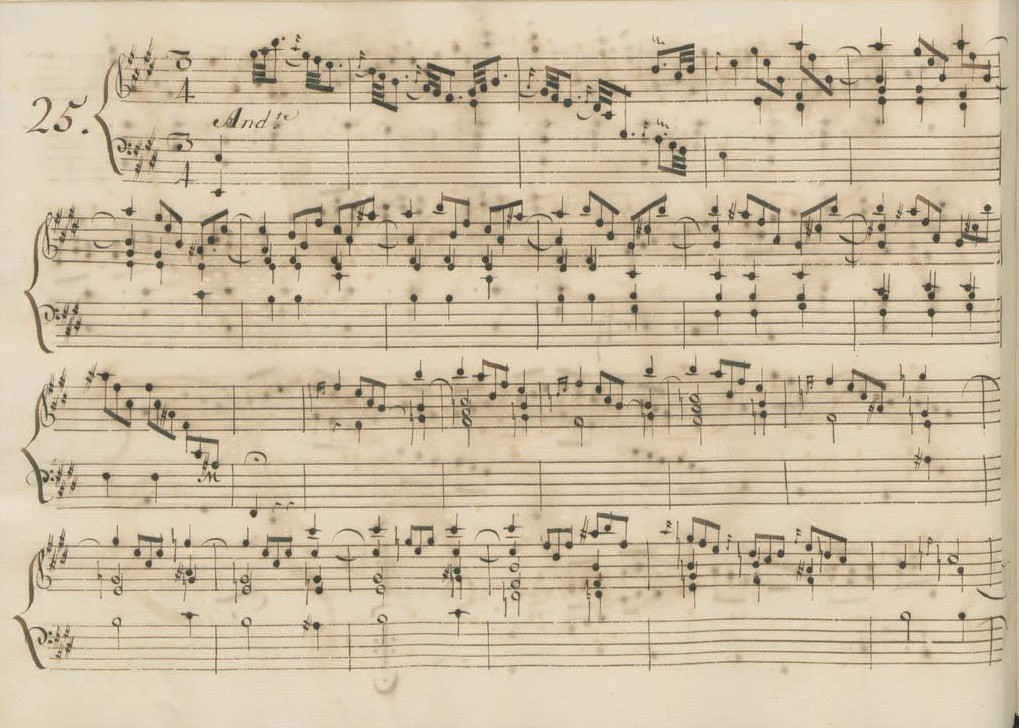
Parme IV 25.
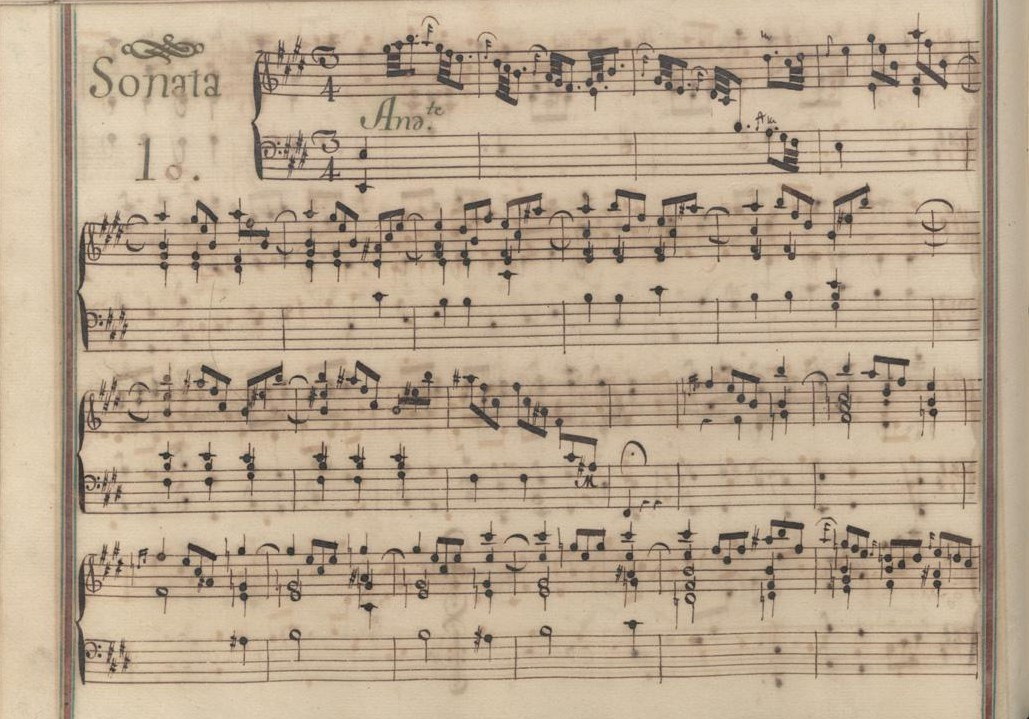
Venise III 10.

## Interprètes
La sonate K. 215 est défendue au piano, notamment par John McCabe (1981, Divin Art), Fou Ts'ong (1984, Collins/Meridian), Beatrice Long (1996, Naxos, vol. 4), Linda Nicholson (2004, Capriccio), Carlo Grante (2013, Music & Arts, vol. 4) et Christian Ihle Hadland (2018, Simax) ; au clavecin par Ralph Kirkpatrick (1954, Sony), Gustav Leonhardt (1962, Teldec et 1970, DHM), Scott Ross (1985, Erato ; concert 1986, INA/Diapason), Bob van Asperen (1991, EMI), Colin Booth (1994, Olympia), Andreas Staier (1996, Teldec), Emilia Fadini (Stradivarius), Richard Lester (2001, Nimbus, vol. 2), Pierre Hantaï (2004, Mirare), Pieter-Jan Belder (Brilliant Classics), Lillian Gordis (2018, Paraty) et Francesco Corti (nl) (2024, Arcana).
Aline Zylberajch la joue sur piano-forte (2006, Capriccio).

## Sources
: document utilisé comme source pour la rédaction de cet article.
- Ralph Kirkpatrick (trad. de l'anglais par Dennis Collins), Domenico Scarlatti, Paris, Lattès, coll. « Musique et Musiciens », 1982 (1re éd. 1953 (en)), 493 p. (ISBN 978-2-7096-0118-4, OCLC 954954205, BNF 34689181).
- Alain de Chambure, « Domenico Scarlatti : Intégrale des sonates — Scott Ross », Erato (2564-62092-2), 1985 (OCLC 891183737) .